# Старская
Старская — деревня в Орехово-Зуевском муниципальном районе Московской области. Входит в состав сельского поселения Горское. Население — 20 чел. (2010).

## География
Деревня Старская расположена в северной части Орехово-Зуевского района, примерно в 6 км к юго-западу от города Орехово-Зуево. Высота над уровнем моря 125 м. Ближайшие населённые пункты — деревни Емельяново, Ионово, Малиново и Горбачиха.

## История
В XIX — начале XX века входила в состав Кудыкинской волости Покровского уезда Владимирской губернии.
В 1926 году деревня являлась центром Старского сельсовета Кудыкинской волости Орехово-Зуевского уезда Московской губернии.
С 1929 года — населённый пункт в составе Орехово-Зуевского района Орехово-Зуевского округа Московской области, с 1930-го, в связи с упразднением округа, — в составе Орехово-Зуевского района Московской области.
До муниципальной реформы 2006 года Старская входила в состав Горского сельского округа Орехово-Зуевского района.

## Население
В 1905 году в деревне проживало 393 человек (46 дворов). В 1926 году в деревне проживало 294 человека (143 мужчины, 151 женщина), насчитывалось 59 хозяйств, из которых 56 было крестьянских. По переписи 2002 года — 27 человек (13 мужчин, 14 женщин).
| 1926 | 2002 | 2006 | 2010 |
| ---- | ---- | ---- | ---- |
| 294  | ↘27  | ↘25  | ↘20  |